# New Feelin’
New Feelin’ — шестой студийный альбом американской актрисы и певицы Лайзы Миннелли, выпущенный 19 октября 1970 года на лейбле A&M Records.

## Об альбоме
Продюсером альбома стал Рекс Крамер. Также, по сравнению с предыдущими двумя альбомами, для это певица решила записать каверы на песни 30-40-х годов, обыгрывая их в популярной поп-рок-кантри-манере. С данным альбомом исполнительница смогла наконец вернуться в чарты — 158-е место в Billboard 200.

## Список композиций
| №  | Название                    | Автор(ы)                          | Длительность |
| -- | --------------------------- | --------------------------------- | ------------ |
| 1. | «Love for Sale»             | Коул Портер                       | 2:35         |
| 2. | «Stormy Weather»            | Гарольд Арлен, Тед Коэлер         | 2:40         |
| 3. | «Come Rain or Come Shine»   | Гарольд Арлен, Джонни Мерсер      | 3:12         |
| 4. | «Lazy Bones»                | Джонни Мерсер, Хоги Кармайкл      | 2:32         |
| 5. | «Can’t Help Lovin’ Dat Man» | Оскар Хаммерстайн II, Джером Керн | 2:35         |

| №                   | Название                              | Автор(ы)                     | Длительность |
| ------------------- | ------------------------------------- | ---------------------------- | ------------ |
| 1.                  | «I Wonder Where My Easy Rider’s Gone» | Шелтон Брукс                 | 2:58         |
| 2.                  | «The Man I Love»                      | Джордж Гершвин, Айра Гершвин | 2:45         |
| 3.                  | «How Long Has This Been Going On?»    | Джордж Гершвин, Айра Гершвин | 3:03         |
| 4.                  | «God Bless the Child»                 | Билли Холидей, Артур Герцог  | 3:30         |
| 5.                  | «Maybe This Time»                     | Джон Кэндер, Фред Эбб        | 3:12         |
| Общая длительность: | Общая длительность:                   | Общая длительность:          | 39:07        |

## Позиции в хит-парадах
| Хит-парад (1970)    | Высшая позиция |
| ------------------- | -------------- |
| США (Billboard 200) | 158            |